# وادي خيبر
وادي خيبر، هو وادٍ يقع في منطقة المدينة المنورة في السعودية، يضمّ قرى عديدة من أهمها: الصوير، السرير، زبران، النطاة، الشريف، أبو وشيع والعشاش وسكانه في الشمال وعند السرير، وكل وادي الغرس لبنو رشيد وفي كل واد قرى عديدة وزروع نضرة، وتشتهر خيبر بأوديتها الكبيرة ومنها:
- وادي الغرس (السرير) يمر جنوبه بينه وبين الصلصلة ووادي السلمة يمر بين بلدة خيبر الرئيسية (الشريف) نفسه.
- وادي (أبو شيع) ويقع شمال الصوير وادي (المضاويح) شمال أبو شيع.
- وادي (الزهيراء) وهو آخر أوديتها في الشمال.

وتجتمع كل هذه الأودية في مكان يطلق عليه (المجمعة) يكون رأس وادي (الطبق) إلى إضم ثم إلى البحر.